# Chertsey
Chertsey is een plaats en civil parish in het bestuurlijke gebied Runnymede, in het Engelse graafschap Surrey met 15.967 inwoners.

## Geboren
- William Daniell (1769–1837), schilder en etser
- Samuel Daniell (1775–1811), schilder
- George Abecassis (1913–1991), Brits autocoureur
- Ian Khama (1953), president van Botswana (2008–2018)
- Sean Lock (1963-2021), komiek en schrijver
- Nick Johnstone (1970), auteur en muziekjournalist
- Justin Hawkins (1975), muzikant
- Andrew Simpson (1976–2013), Brits zeiler
- Robert Green (1980), Engels voetbaldoelman
- Charlie Kimball (1985), Amerikaans autocoureur
- Matt Targett (1985), Australisch zwemmer
- Emily Appleton (1999), Engels tennisspeelster
- Harvey Elliott (2003), Engels voetballer